# El País Valenciano
El País Valenciano es una guía de viajes escrita por Joan Fuster publicada por la editorial Destino en 1962. Como su nombre indica, está dedicada a la actual Comunidad Valenciana.

## La obra
El País Valenciano formaba parte de la colección Guías de España, en la que varios autores realizaban una guía de viaje de cada una de las regiones españolas. A pesar de que en un principio el encargado de escribirla tenía que ser el redactor del diario Levante José Ombuena, finalmente la editorial Destino encargó a Fuster la realización del volumen sobre el País Valenciano.
Publicada en 1962, mismo año que dos de las obras más políticas de Fuster, Qüestió de noms y Nosotros, los valencianos, esta obra diverge de aquellas dos en el hecho de ser redactada y publicada en castellano, hecho que le permitió tener una repercusión que la literatura en valenciano no tenía por aquellas fechas. También diverge en el hecho de tratarse de una obra con escaso contenido de carácter político, si bien en El País Valenciano Fuster realiza una narrativa donde la psicología colectiva es la base que explica la identidad valenciana contemporánea, del mismo modo que lo hizo en Nosaltres, els valencians.

## Consecuencias
El disgusto de Ombuena por el hecho de no haber sido elegido para realizar la obra le llevó a hacer una campaña en prensa criticando fuertemente la publicación, provocando una reacción contraria por elementos conservadores de la Comunidad Valenciana, con polémicos artículos negativos al diario Levante primero, y en Jornada y Las Provincias, posteriormente.
También Francesc Almela i Vives se sumó a la campaña, y en 1965 publicaría su propia guía Valencia y su reino. La campaña, dirigida de manera deliberada, le dio gran publicidad al libro, además de provocar que un ninot de Fuster fuese quemado en la Cavalcada del Ninot Después de los incidentes, Joan Fuster no volvió a publicar en la prensa valenciana del Movimiento. De esta época datan sus primeras colaboraciones en Correo Catalán (1961-66).
Aun así, Fuster juzgó como positivos los efectos de la polémica, puesto que de retruque sus propuestas políticas y culturales ganaron visibilidad y la beligerancia de los sectores franquistas le hizo ganar la simpatía de los sectores liberales y apoyos entre diferentes sectores intelectuales y entre los jóvenes universitarios, el público que Fuster quería para su obra política. Entre el sector del valencianismo que sí que se desmarcó de Fuster durante esta polémica encontramos la gente del grupo Torre, con quien ya había tenido enfrentamientos dialécticos desde principios de la década de 1960. Estas discusiones llevaron a la división absoluta durante la Transición política, donde Xavier Casp y Miquel Adlert abrazaron el secesionismo lingüístico. No harían así otros de los firmantes de la carta en Serra d'Or, ni Manuel Sanchis Guarner quien, todo y la discrepancia con Fuster, se había mantenido al margen de las polémicas de los años 60 y rompería relaciones con el grupo Tueste después de que estos se manifestaron públicamente en contra de las ideas de Fuster mientras duraba la campaña de prensa en contra de Fuster.